# Могаммадабад (Амоль)
Могаммадабад (перс. محمداباد) — село в Ірані, у дегестані Челав, у Центральному бахші, шагрестані Амоль остану Мазендеран. За даними перепису 2006 року, його населення становило 914 осіб, що проживали у складі 240 сімей.

## Клімат
Середня річна температура становить 11,65 °C, середня максимальна – 27,22 °C, а середня мінімальна – -5,70 °C. Середня річна кількість опадів – 266 мм.
| Клімат поселення                              | Клімат поселення | Клімат поселення | Клімат поселення | Клімат поселення | Клімат поселення | Клімат поселення | Клімат поселення | Клімат поселення | Клімат поселення | Клімат поселення | Клімат поселення | Клімат поселення | Клімат поселення |
| Показник                                      | Січ.             | Лют.             | Бер.             | Квіт.            | Трав.            | Черв.            | Лип.             | Серп.            | Вер.             | Жовт.            | Лист.            | Груд.            |                  |
| Середній максимум, °C                         | 5,25             | 6,42             | 10,03            | 16,42            | 21,02            | 25,46            | 27,22            | 27,06            | 23,97            | 18,75            | 12,43            | 7,06             |                  |
| Середня температура, °C                       | −0,22            | 0,95             | 4,57             | 10,95            | 15,54            | 19,98            | 22,47            | 22,32            | 19,22            | 13,99            | 7,69             | 2,31             |                  |
| Середній мінімум, °C                          | −5,7             | −4,52            | −0,9             | 5,48             | 10,08            | 14,52            | 17,74            | 17,58            | 14,48            | 9,27             | 2,95             | −2,42            |                  |
| Норма опадів, мм                              | 34               | 32               | 40               | 26               | 22               | 8                | 6                | 6                | 8                | 27               | 27               | 30               |                  |
| Середньомісячна швидкість вітру, м/с          | 1.41             | 2.14             | 3.10             | 3.34             | 2.98             | 2.70             | 2.55             | 2.55             | 2.36             | 2.35             | 1.83             | 1.45             |                  |
| Середньомісячна сонячна радіація, кДж/м²·день | 9297             | 11805            | 14256            | 17616            | 21333            | 24959            | 24503            | 22666            | 19191            | 14216            | 10872            | 8810             |                  |
| --------------------------------------------- | ---------------- | ---------------- | ---------------- | ---------------- | ---------------- | ---------------- | ---------------- | ---------------- | ---------------- | ---------------- | ---------------- | ---------------- | ---------------- |
| Джерело:                                      |                  |                  |                  |                  |                  |                  |                  |                  |                  |                  |                  |                  |                  |